# La Roche-Guyon : le château
Ne doit pas être confondu avec La Roche-Guyon (Braque).
La Roche-Guyon : le château est un tableau peint par Georges Braque en 1909. Cette huile sur toile cubiste représente le château de La Roche-Guyon dans la végétation. Elle est conservée au Moderna Museet, à Stockholm.

## Expositions
- Le Cubisme, Centre national d'art et de culture Georges-Pompidou, Paris, 2018-2019.